# 擦珠·阿旺洛桑

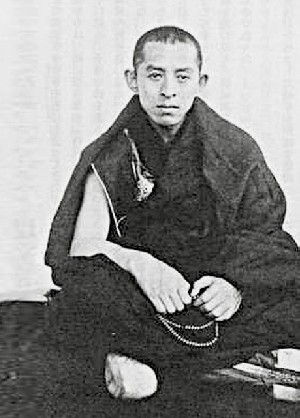
擦珠·阿旺洛桑

擦珠·阿旺洛桑（藏語：ཚ་གྲུབ་ངག་དབང་བློ་བཟང་，威利转写：tsha grub ngag dbang blo bzang；1880年—1957年12月1日）藏族，西藏日喀则人，擦珠活佛。

## 生平

### 从九世班禅到十三世达赖
擦珠活佛于藏历第十六甲子铁龙年（1880年）出生在日喀则贵族德列绕登巴（又译“德勒饶丹”）家，原俗名叫“白玛杰布”。他是台基定甲的兄长。5岁入色拉寺擦瓦康村为僧，被认定为甘丹赤巴洛桑格列（又译“洛桑格勒”，即色麦擦瓦珠古洛桑格勒）活佛的转世灵童。6岁在色拉寺坐床，开始学经。享有色拉寺“措钦朱古”（是指呼图克图之下的地位较高的活佛）的待遇。他从5岁到6岁时开始学藏文及佛经。他曾拜色麦耶巴康村的绰号为“郭洛”的格西为师，学习因明学；拜色且哈尔东康村格西哈尔钦为师，学习藏文文法；拜卓尼格西洛桑嘉措为师，学习修辞学。后来他先后拜一些知名学者学习五部大论及显宗与密宗知识。21岁考上拉然巴格西学位，並到下密院深造。
此后，他到西藏各地拜师学习文学、历史、诗歌、医学、星算等等，特别在文学、诗歌、藏文文法方面造诣很深。九世班禅赞扬他学识渊博，他遂成为九世班禅的侍读。后来，十三世达赖将他召到自己身边，任命他为自己的侍读兼私人秘书。
擦珠在任十三世达赖的侍读期间，曾随十三世达赖到内地，先后在北京等地逗留五年，其间曾和达赖一起受到清朝光绪帝和慈禧太后的召见。回西藏后，他曾协同格西喜饶嘉措校对藏文《大藏经》。后来，他曾任十三世达赖的古甲森本堪布（贴身侍从堪布）。他曾奉十三世达赖之命到日本传法。他还奉命参与和平处理滞留在西藏的清朝新建陆军人员问题。十三世达赖亲自下令将拉萨贡色夏的房产中的内外院落永久归他所有。后来，他曾担任娘热帕邦喀的堪布，后来又担任国民政府拉萨吉堆巴学校的藏文教员。

### 解放军入藏后
1951年底，中国人民解放军开进拉萨不久，72岁的擦珠活佛自愿参加革命工作。《中共西藏党史大事记》记载，1952年2月10日，西藏军区藏文藏语训练班开学，该班的教师有李安宅、于式玉夫妇，藏学家谢国安、祝维翰，西藏学者擦珠·阿旺洛桑、江洛金·索朗杰布及十余位西藏上层进步人士。该训练班后来改成西藏军区干部学校，以后又改成西藏干部学校。
起初，他在西藏军区干部学校担任副校长，任内他亲自编纂藏文教材，并参与教学。1952年，西藏军区编审委员会成立，他任常务委员，该委员会的主要任务之一是编辑出版藏文版、汉文版的《新闻简讯》。其中，藏文版的《新闻简讯》由他和江洛金·索朗杰布、格西曲扎等人负责编译出版。他也翻译其他资料。当时，他为维护《十七条协议》做了许多工作。《新闻简讯》刚创刊便遭到拉萨三大寺（哲蚌寺、色拉寺、甘丹寺）少数人的反对与阻挠。他遂经常亲自将《新闻简讯》送到三大寺的喇嘛们手中，一直到后来1956年4月22日《西藏日报》（藏文、汉文）在《新闻简讯》的基础上创刊，他出任《西藏日报》社副总编辑后，仍继续这样做。
那时几乎没有藏语翻译用的工具书，藏文与汉文互译时出现的难题主要靠擦珠·阿旺洛桑、江洛金·索朗杰布、格西曲扎等学者解决。擦珠·阿旺洛桑、江洛金·索朗杰布是西藏军区编审委员会的主要执笔人。藏文语法教材《擦珠文法》便是他当时写出的。1953年1月31日，拉萨市爱国青年文化联谊会成立，擦珠任拉萨市爱国青年联谊会委员、拉萨色兴小学董事长兼副校长。他还兼任西藏军区干部学校藏文教师兼编写该校藏文教材。1956年，他兼任《西藏日报》社新闻训练班的藏文教师。他在七年时间内坚持从拉萨城西徒步走到城东上班。1956年，他被评为中共西藏工委直属机关的第一名模范工作者。
擦珠·阿旺洛桑是1951年西藏和平解放后涌现出的具有代表性的诗人，其主要作品有：歌颂西藏和平解放的《藏民齐欢唱》；为1953年1月拉萨市爱国青年文化联谊会成立创作的《爱国青年大团结》；1954年为青藏公路、川藏公路通车创作的《金桥玉带》、《欢迎汽车之歌》；1955年创作的《歌颂各族人民领袖毛主席》；为1956年5月拉萨当雄机场竣工、北京至拉萨航线试飞成功、5月31日中央代表团乘飞机返回北京创作的《碧空银鸽》；为1956年7月1日中国共产党建党纪念日创作的《歌颂中国共产党的诞辰日》、《世人同声维护和平》等。《人民日报》曾刊登《金桥玉带》这首诗，该诗也是他最享盛名的诗作。他创作的第一首《藏人唱起愉快的歌》，当时便被谱曲，成为西藏最流行的新歌之一，一直到现在仍传唱不衰。

### 遇袭病逝
1957年9月30日上午，时任《西藏日报》社副总编辑的擦珠·阿旺洛桑在上班途中被一个“疯子喇嘛”打倒。《西藏日报》社的同事们闻讯后赶到现场，将受伤的擦珠·阿旺洛桑送到人民医院抢救。自此他卧病不起。
中国科学院民族研究所曾收藏有一份公文，是擦珠·阿旺洛桑在1957年9月30日左右给十四世达赖写的请求算卦的报告。报告折叠封面的上方写有：“神等三界的顶饰、三项保护的集中体现、根本上师、尊贵的祜主、一切大知大见的世间最高黄金宝座前：”封面下方写有：“微臣擦珠·阿旺洛桑以十分崇敬的心情，致以无数虔诚的叩拜，特此恳请算卦。”报告正文为：

神等三界的顶饰、三项保护的集中体现、根本上师、尊贵的祜主、一切大知大见的世间最高黄金宝座前：
卑职擦珠·阿旺洛桑以十分崇敬的心情，致以无数虔诚的叩拜，特别恳请算卦：生于铁龙年（庚辰，1880年、光绪6年）、今年已78岁（丁酉、火鸡年、1957年）的鄙人，近期8月7日早上，前往《西藏日报》社照常上班。到了拉萨翁奚地方，突然与被人们称为“喇嘛捻巴”（疯子喇嘛）相遇，在毫不留意的情形下，他忽然从背后用拳头使劲袭击了我的头部。因年老，我立刻从左边倒下，左髋骨附近骨折，疼痛难忍。我到人民医院救治，已经或正在采取各种医治措施。但愿由于这一事件，不构成对生命的危害；如有危害，为了使我避免凶险、躲过浩劫、尽快康复，更好地完成好我所肩负的服务职责，应采取何种避险消灾措施，请您以慧眼的洞察力，给予明确的指示，也希望您在生而再生的所有传承中，请您这位祜主的金刚网中永不嫌弃我，并给予关怀，恳求再三！随信敬献阿喜哈达及酬金25两章噶并叩拜！

特此请求算卦！
在报告中间的空行内，有达赖的批示：“根据收到的所献之物，经过打卦，为消除所述灾难，应采取的法事是：《药经八百颂》、《药师佛经仪轨》若干、泼洒神水越多越好，如果采取这些措施，生命没有大的危险。我处也会时常为您祈祷。随赐护身结（红印）”
1957年12月1日下午，擦珠·阿旺洛桑因骨折并发胃溃疡而在拉萨的人民医院中逝世，享年78岁。1957年12月12日，拉萨各机关及人民团体代表为他举行追悼会，中央人民政府驻藏代表、中共西藏工委书记张经武，中共西藏工委副书记张国华、范明、周仁山等人都送挽联，张经武的挽联写有“悼先生热爱祖国、积极工作、数年如一日，堪为青年学习的模范”。

## 著作
- 《擦珠·阿旺洛桑诗集》（藏文）